# Lü Bu

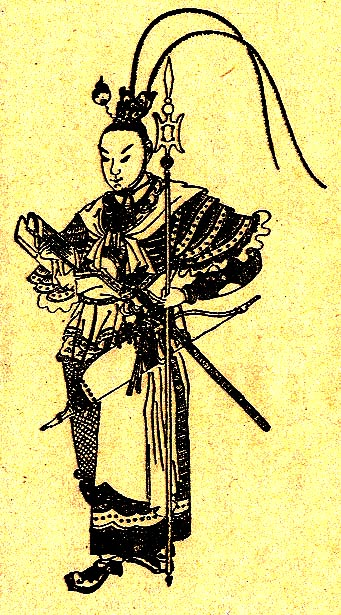
Lü Bu.

Lü Bu (161-199), ook geschreven als Lu Bu (Fengxian of Xianfeng) was een Chinese generaal onder de Han-dynastie. Hij diende eerst onder Ding Yuan en later Dong Zhuo, als geadopteerde zoon. Later werd hij een zelfstandig krijgsheer, maar werd verslagen door Cao Cao in 199.

## Levensloop
Lü Bu werd geboren in Jiuyuan, in het noordoosten van China. Zijn vader overleed vroeg, en Lü Bu kreeg een baan onder Ding Yuan.

### Onder Ding Yuan
Toen Keizer Ling in 189 overleed, probeerden de eunuchen de macht in de hoofdstad Luoyang te grijpen, maar verscheidene krijgsheren, waaronder Ding Yuan met Lü Bu, vormden een verbond met He Jin om de troon veilig te stellen. Zij faalden echter en de krijgsheer Dong Zhuo wist de macht te verwerven in het keizerlijk paleis.
Ding Yuan liet het hier niet bij en rukte met zijn leger op tegen deze usurpator. Na een onbeslist gevecht met de troepen van Dong Zhuo, waarin Lü Bu zijn vechtkunsten toonde, maakte Dong Zhuo's adviseur Li Ru een plan om Lü Bu over te halen naar Zhuo's zijde. Lü Bu werd overtuigd en doodde Ding Yuan om voor Dong Zhuo te kiezen.

### Onder Dong Zhuo
Dong Zhuo kreeg volledige macht over keizer Xian als eerste minister van Han, met Lü Bu als zijn rechterhand. De krijgsheren verenigden zich echter opnieuw na een oproep van Cao Cao om Dong Zhuo uit de hoofdstad te verdrijven. Het Verbond van Krijgsheren marcheerde in 191 onder leiding van Yuan Shao naar Luoyang. 

In de Slag bij Sishui werd Dongs leger verslagen, waarna Dong Zhuo besloot Luoyang te plunderen en te vertrekken naar Chang'an, terwijl Lü Bu de krijgsheren op een afstand hield. 

In de Roman van de Drie Koninkrijken werd hij in Chang'an verleid door Diao Chan (een personage gebaseerd op een dienstmeid/danseres waar Lü Bu en Dong Zhuo regelmatig over ruzieden), om haar man te worden. Tegelijk knoopte Diao Chan een relatie aan met Dong Zhuo om ze tegen elkaar uit te spelen. Dit lukte, en in 192 vermoordde Lü Bu zijn tweede adoptiefvader, maar werd door diens aanhangers uit Chang'an verdreven.

### Van krijgsheer naar krijgsheer
Hierna trok Lü Bu door het rijk, op zoek naar een veilig heenkomen. Hij diende een tijd onder Yuan Shao, maar die was bang voor grotere doelen van Lü Bu en wilde hem laten ombrengen. Dit mislukte en Lü Bu verliet zijn heer in haast, achterna gezeten door diens generaals, maar deze durfden niet toe te slaan en lieten hem gaan.
Na enkele andere krijgsheren te hebben gediend, ging Lü Bu min of meer zijn eigen weg en werd zelf krijgsheer.
Later raakte Lü Bu in gevecht met Cao Cao, maar werd uiteindelijk verslagen. Na een mislukt verbond met Liu Bei, kreeg hij zowel hem als Cao Cao tegenover hem te staan. Uiteindelijk maakte hij zich meester van het kasteel Xiapi, waar hij door Cao Cao en Liu Bei werd omsingeld en belegerd (zie Beleg van Xiapi). Lü Bu werd in februari 199 verslagen, gevangengenomen en terechtgesteld.

## Bron
Biografie Lü Bu (Engels)